# Hypsiforma seyrigi
Hypsiforma seyrigi là một loài bướm đêm trong họ Noctuidae.